# Ikenna Ndugba
Ikenna Ugochukwu Ndugba (Boston, 11 giugno 1998) è un cestista statunitense con cittadinanza nigeriana.

## Carriera

### Nazionale
Con la nazionale nigeriana è stato convocato per il Campionato africano del 2021.